# Lista de escolas de samba e blocos carnavalescos do estado do Rio de Janeiro
Subdivisão do anexo Lista de escolas de samba do Brasil
Esta é uma Lista de escolas de samba e blocos carnavalescos do estado do Rio de Janeiro. em que se refere as cidades onde ocorrem desfiles.

## Barra do Piraí
- Escolas De Samba:
- GRES Unidos Da Boa Sorte[1]
- GRES Sai de Baixo
- GRES Tradição da Floresta[2]
- GRES Acadêmicos de Eros
- GRES Unidos Da Boca Do Mato
- GRES Embaixadores Do Samba
- GRES Flor Da Floresta
- GRES Castelo Novo

×
- Blocos Da Cidade:
- O Conto Do Vigário(Bloco Carnavalesco)
- Bloco Of Samba
- Bloco Vai Quem Quer
- Bloco Unidos Da Metalúrgica(Bloco Do Hulk)
- Bloco Jacarezão
- Bloco Balanço Do Areal
- Bloco Arrastão

×

## Barra Mansa
- Acadêmicos da Chacrinha
- Império da Saudade
- Mocidade de Vila Maria
- Unidos da Boa Sorte

## Cabo Frio
- Acadêmicos de Tamoios [naodesfila 1]
- Acadêmicos do Jardim Esperança
- Águias da Paz
- Antiga Abissínia
- Arrastão da GB
- Banda da Cidade [naodesfila 1]
- Cabeçorra
- Em Cima da Hora
- Flor da Passagem
- Império de Cabo Frio [naodesfila 1]
- Paz e Harmonia [naodesfila 1]
- Renascer de Cabo Frio [naodesfila 1]
- Sol a Sol
- Só Pra Sambar [naodesfila 1]
- União dos Bairros [naodesfila 1]
- Unidos da Esperança
- Unidos de Aquarius
- Unidos do Valão [naodesfila 1]
- Vermelho e Branco

## Cachoeiras de Macacu
- Unidos do Japuíba

## Campos
- Amigos da Farra
- Ás de Ouro
- Boi Jaguar [naodesfila 1]
- Boi Sapatão
- Cidade Luz [naodesfila 1]
- Chuva de Ouro [naodesfila 1]
- Em Cima da Hora [naodesfila 1]
- Império da Baixada [naodesfila 1]
- Leopoldinense [naodesfila 1]
- Madureira do Turfe
- Mocidade Louca
- Onça no Samba
- Os Independentes [naodesfila 1]
- Os Psicodélicos
- Tradição Alvi-Anil
- União da Esperança
- União Feliz
- Unidos de Nova Brasília [naodesfila 1]
- Unidos de Santa Cruz [naodesfila 1]
- Unios de Travessão  [naodesfila 1]
- Unidos de Ururaí [naodesfila 1]
- Unidos do Capão
- Verde e Branco [naodesfila 1]
- Ururau da Lapa

## Casimiro de Abreu
- Art-Flu
- Sukitão

## Duque de Caxias
- Bloco do China
- Esperança de Nova Campina
- Flor da Primavera
- Imalê Ifé [naodesfila 1]
- Império da Leopoldina [naodesfila 1]
- Império do Gramacho
- Lira de Ouro [naodesfila 1]
- Simpatia do Jardim Primavera [naodesfila 1]
- Unidos da Laureano
- Unidos de Parada Angélica
- Unidos do Jardim Gramacho [naodesfila 1]

## Guapimirim
- Acadêmicos do Bananal[naodesfila 1]
- Acadêmicos do Beira Rio [naodesfila 1]
- Acadêmicos do Limoeiro [naodesfila 1]
- Caneca de Ouro [naodesfila 1]
- Catedráticos de Citrolândia [naodesfila 1]
- Coração da Quinta [naodesfila 1]
- Gaviões da Iconha [naodesfila 1]
- Mocidade Alegre [naodesfila 1]
- Piranhas do Barril [naodesfila 1]
- Piranhas do Pssiu [naodesfila 1]
- Unidos da Barreira [naodesfila 1]
- Unidos da Reta [naodesfila 1]
- Unidos da Vila Olimpia [naodesfila 1]
- Unidos do Balde [naodesfila 1]
- Unidos do Vale do Jequitiba [naodesfila 1]

## Itaguaí
- Acadêmicos de Itaguaí

## Macaé
- Acadêmicos da Aroeira
- Acadêmicos do Lagomar
- Águia Dourada [naodesfila 1]
- Águias da Fronteira[naodesfila 1]
- Arautos da Folia[naodesfila 1]
- Arco-Íris
- Castelo Imperial
- Foliões das Malvinas
- Império da Barra
- Mocidade dos Cajueiros[naodesfila 1]
- Pulo do Gato
- Princesinha do Atlântico
- Unidos da Praia Campista[naodesfila 1]
- Unidos da Vila
- Unidos do Barreto[naodesfila 1]
- Unidos do Miramar
- Unidos do Santana[naodesfila 1]
- Unidos dos Bairros
- Unidos dos Estudantes

## Magé
- Acadêmicos de Santo Aleixo [naodesfila 1]
- Butantã
- CAPOP
- Comendador
- Flor de Magé
- Guia de Pacobaíba [naodesfila 1]
- Imperador
- Lira do Delírio [naodesfila 1]
- União da Guarani [naodesfila 1]
- União do Canal
- Unidos da Barbuda
- Unidos da Tiririca
- Unidos do Mundo Novo
- Vila Carvalho [naodesfila 1]
- Vila Nova

## Maricá
- Acadêmicos da Vila [naodesfila 1]
- Acadêmicos de Araçatiba [naodesfila 1]
- Camisa Azul e Branco [naodesfila 1]
- Flor de Maricá [naodesfila 1]
- Flor do Imbassaí [naodesfila 1]
- Império de Maricá [naodesfila 1]
- Mocidade de Imbassaí [naodesfila 1]
- Mocidade Imperial [naodesfila 1]
- Tradição de Maricá [naodesfila 1]
- União Imperial [naodesfila 1]
- União Pedreirense [naodesfila 1]
- Unidos da Mumbuca [naodesfila 1]
- Unidos da Graxa [naodesfila 1]
- Unidos de Inoã [naodesfila 1]
- Unidos de Itaipuaçu [naodesfila 1]
- Unidos do Bairro da Amizade [naodesfila 1]
- Unidos do Saco das Flores [naodesfila 1]
- Vila de Maricá [naodesfila 1]
- União de Maricá [desfila no carnaval do Rio de Janeiro 1]

## Nova Friburgo
- Acadêmicos do Prado
- Alunos do Samba
- Bola Branca
- Globo de Ouro
- Imperatriz de Olaria
- Unidos da Saudade
- Unidos do Imperador
- Vilage no Samba
- Raio de Luar

## Paracambi
- Acadêmicos de Lages

## Petrópolis[3]
- 24 de Maio
- Bem-Te-Vi
- Boa Praça[4]
- Estrela do Oriente
- Mocidade do Império
- Oswaldo Cruz
- Vem Que Tem
- Unidos do QB
- Unidos do Retiro
- Urubu Malandro

## Quissamã
- Acadêmicos de Caxias
- Acadêmicos de Piteiras [naodesfila 1]
- Império de Quissamã
- Unidos de Quissamã [naodesfila 1]
- Unidos de Santa Catarina
- Renascer de Santa Catarina
- Unidos dos Bairros

## Rio Bonito
- Unidos do Serrano (extinta)
- Unidos do Leleô  (extinta)
- Unidos do Cruzeiro
- Canarinhos da Bela Vista  (extinta)
- Acadêmicos da Fazendinha  (extinta)
- Unidos da Galera
- Comdor
- Saideira do Bosque Clube  (extinta)
- Unidos do Boqueirão  (extinta)
- Barriga Verde
- Acadêmicos da Cidade Nova  (extinta)
- Gaviões do Basílio  (extinta)
- Unidos do Monteiro Lobato
- Império do Samba

## São Francisco de Itabapoana
- Império São Franciscano
- Acadêmicos do Status

## São Gonçalo
- Acadêmicos da Carioca[naodesfila 1]
- Acadêmicos do Jardim Miriambi
- Acadêmicos do Porto Novo[naodesfila 1]
- Acadêmicos do Universo
- Alegria de Guaxindiba
- Amigos do Barba
- Arco Íris do Boaçu
- Arranco de Santa Luzia[naodesfila 1]
- Bambas do Samba [naodesfila 1]
- Boêmios do Jardim Catarina
- Caprichosos de São Gonçalo
- Mocidade Alegre do Mutuá [naodesfila 1]
- Pingo D'água
- Unidos do Marimbondo
- Unidos do Salgueiro
- União de Nova Grécia
- União de Santa Catarina [naodesfila 1]
- Urubu Rei

## São João da Barra
- Acadêmicos da Vila Imperial
- Congos
- Chinês

## São João de Meriti
- ACEMPA
- Alegria da Índia
- Alegria do Jardim Botânico
- Cirrose do Vilar
- Explode Coração
- Filho de Sarro de Trem
- Independente da Praça da Bandeira
- Inocentes do Guarani
- Raiz da Vila São José
- Serrote
- Sindicato do Boi
- Sombra da Amendoeira
- Vem que Vem
- Xavantes

## Seropédica
- Balanço de Seropédica [naodesfila 1]
- X-9 da Baixada [naodesfila 1]

## Teresópolis
- Bambas da Serra
- Cala Boca [naodesfila 1]
- Gaviões da Colina [naodesfila 1]
- Imperatriz do Perpétuo [naodesfila 1]
- Leões da Tijuca [naodesfila 1]
- Mocidade Unida do Rosário
- Rainha do Alto [naodesfila 1]
- Roseira Imperial
- Santa Cecilia [naodesfila 1]
- Unidos da Barra

## Três Rios
- Bambas do Ritmo
- Bom das Bocas
- Mocidade Independente de Vila Isabel
- Em Cima da Hora
- Independente do Triângulo
- Sonhos de Mixyricka
- Paraíso das Garças[naodesfila 1]
- Unidos da Caixa D'Água[naodesfila 1]
- Unidos de Levy Gasparian[naodesfila 1]

## Valença
- Unidos do Barroso
- Chacrinha
- Em Cima da Hora

## Vassouras
- Acadêmicos de Santo Agostinho
- Unidos do Madruga
- Império Do Vale:Escola De Samba Que Fez Sua Estreia No Carnaval Do Rio De Janeiro No Grupo De Avaliação Nesse Ano De 2024 E Tendo Como Madrinha A Escola De Samba União De Jacarepaguá

## Volta Redonda
- Unidos de Santo Agostinho [naodesfila 1]
- Os Caretas [naodesfila 1]
- Império de Santa Cruz [naodesfila 1]
- Leão da Vila Brasília [naodesfila 1]
- Unidos de Santa Rita [naodesfila 1]
- Quero Mais [naodesfila 1]
- Unidos do Açude [naodesfila 1]
- Império da Águia [naodesfila 1]
- Unidos do Roma [naodesfila 1]
- X-9 da Vila